# Origem Tour
Origem Tour foi a décima quinta turnê da cantora brasileira Claudia Leitte, realizada entre junho e julho de 2023. A turnê teve como proposta central a celebração das raízes nordestinas da artista, com apresentações tanto em formato de palco quanto em trio elétrico.
O primeiro show ocorreu no dia 17 de junho de 2023, na cidade de Maracanaú, no Ceará, durante as festividades do São João. A turnê se encerrou no dia 30 de julho de 2023, em Tucuruí, no Pará. Ao todo, foram dez apresentações, passando por cidades como Fortaleza, Natal, Mossoró, São Paulo e Tucuruí.
O repertório incluiu sucessos da carreira de Claudia Leitte, como "Exttravasa", "Largadinho" e "Pensando em Você", além de músicas com temática regional.

## Repertório
Ato 1
1. "Magalenha"
2. "Paquerei"
3. "Eu Fico/ Janeiro a Janeiro / Me Usa / Timidez / Doce Desejo"
4. "Me Chama de Amor / Cai Fora"
5. "Fulano in sala"
6. "Caranguejo / Safado, Cachorro, Sem-Vergonha"
7. "Olha Pro Céu / Frevo Mulher / Pagode Russo / Isso Aqui Tá Bom Demais / Pedras que Cantam / É de Dar Água na Boca"

Ato 2
1. "Pássaros"
2. "Amor Perfeito"
3. "Bola de Sabão"
4. "D'yer Mak'er"
5. "Então Vem Cá"
6. "Saudade"
7. "No Carnaval de Salvador"
8. "Especialistas"
9. "Largadinho"
10. "Previsão do Tempo"

Ato 3
1. "Exttravasa"
2. "Insolação do Coração"
3. "Beijar na Boca"
4. "Claudinha Bagunceira"

Ato 1
1. "Pássaros"
2. "Amor Perfeito"
3. "Bola de Sabão "
4. "Destá / Por Que? / Coração"
5. "D'yer Mak'er"
6. "Eu Fico / Janeiro a Janeiro / Me Usa / Timidez / Doce Desejo "
7. "Me Chama de Amor / Cai Fora"

Ato 2
1. "Olha Pro Céu / Frevo Mulher / Pagode Russo / Isso Aqui Tá Bom Demais / Pedras que Cantam / É de Dar Água na Boca"
2. "Fulano In Sala"
3. "Caranguejo / Safado, Cachorro, Sem-vergonha"
4. "Especialistas"
5. "Largadinho"
6. "Lirirrixa"
7. "Baldin de Gelo
8. "Previsão do Tempo"
9. "Meu Vaqueiro, Meu Peão (Valeu Boi) / Feira de Mangaio / Ai Que Saudade d'Ocê

Ato 3
1. "Exttravasa"
2. "Insolação do Coração"
3. "Claudinha Bagunceira"

Ato 1
1. "Pássaros"
2. "Amor Perfeito"
3. "Bola de Sabão"
4. "D'yer Mak'er"
5. "Eu Fico / Janeiro a Janeiro / Me Usa / Timidez / Doce Desejo"
6. "Me Chama de Amor / Cai Fora"

Ato 2
1. "Fulano in Sala"
2. "Caranguejo / Safado, Cachorro, Sem-vergonha"
3. "Beijar na Boca / Bota Pra Ferver"
4. "Frevo Mulher
5. "Especialistas"
6. "Believe"
7. "Você Vai Ver"
8. "Largadinho
9. "Lirirrixa / Paquerei / Na Madeira"
10. "Perigosinha"
11. "Então Vem Cá"
12. "Baldin de Gelo"
13. "Previsão do Tempo"

Ato 3
1. "Exttravasa
2. "Insolação do Coração"
3. "Dekolê"
4. "Eu Dou Tchau"
5. "Forasteiro / Desembaça"
6. "Claudinha Bagunceira"

Ato 1
1. "Pássaros"
2. "Amor Perfeito"
3. "Anunciação
4. "Bola de Sabão"
5. "Beija-flor"
6. "D'yer Mak'er"
7. "Eu Fico / Janeiro a Janeiro / Me Usa / Timidez / Doce Desejo"
8. "Me Chama de Amor / Cai Fora / Babado Novo / Te Amar é Preciso (Peixinho)"
9. "Rodou"

Ato 2
1. "Nave na Avenida"
2. "Fulano in Sala"
3. "Caranguejo / Safado, Cachorro, Sem-vergonha"
4. "Amor Toda Hora"
5. "Beijar na Boca / Bota Pra Ferver"
6. "Frevo Mulher"
7. "Bolo Doido"
8. "Largadinho
9. "Lirirrixa"
10. "Taquitá"
11. "Especialistas"
12. "Believe"
13. "Você Vai Ver"
14. "Sukin de Confusão"
15. "Forasteiro / Desembaça"
16. "Eu Dou Tchau"
17. "Baldin de Gelo

Ato 3
1. "Exttravasa"
2. "Insolação do Coração"
3. "Pensando em Você"
4. "Dekolê"
5. "Claudinha Bagunceira"

Encore
1. "Verão dos Meus Sonhos"

## Datas
| Data                      | Cidade                | Estado              | Local                                                  | Evento                         | Tipo          |
| ------------------------- | --------------------- | ------------------- | ------------------------------------------------------ | ------------------------------ | ------------- |
| Brasil                    |                       |                     |                                                        |                                |               |
| Região Nordeste do Brasil |                       |                     |                                                        |                                |               |
| 17 de junho de 2023       | Maracanaú             | Ceará               | Avenida Padre José Holanda do Vale                     | São João de Maracanaú          | Palco         |
| 23 de junho de 2023       | Natal                 | Rio Grande do Norte | Área externa da Arena das Dunas                        | São João de Natal              | Palco         |
| 24 de junho de 2023       | Mossoró               | Rio Grande do Norte | Arena Deodete Dias                                     | Mossoró Cidade Junina          | Trio Elétrico |
| Região Norte do Brasil    |                       |                     |                                                        |                                |               |
| 8 de julho de 2023        | Santana do Araguaia   | Pará                | Praia do Boto                                          | Veraneio 2023 da Praia do Boto | Palco         |
| 9 de julho de 2023        | Conceição do Araguaia | Pará                | Praia das Gaivotas                                     | Fest Verão 2023                | Palco         |
| Região Sudeste do Brasil  |                       |                     |                                                        |                                |               |
| 16 de julho de 2023       | São Paulo             | São Paulo           | Parque Ibirapuera                                      | Festival Tão Sertão            | Palco         |
| Região Nordeste do Brasil |                       |                     |                                                        |                                |               |
| 21 de julho de 2023       | Fortaleza             | Ceará               | Cidade Fortal                                          | Fortal                         | Trio Elétrico |
| 22 de julho de 2023       | Fortaleza             | Ceará               | Colosso Fortaleza                                      | Claudinha no Colosso           | Palco         |
| 28 de julho de 2023       | Uruçuí                | Piauí               | Praça central de Uruçuí                                | Urufolia                       | Palco         |
| Região Norte do Brasil    |                       |                     |                                                        |                                |               |
| 30 de julho de 2023       | Tucuruí               | Pará                | Avenida Sete de Setembro - Escadarias de Santo Antônio | Carnaré                        | Trio Elétrico |